# Hopedale (condado de Worcester)
Hopedale es un lugar designado por el censo ubicado en el condado de Worcester en el estado estadounidense de Massachusetts. En el Censo de 2010 tenía una población de 3.753 habitantes y una densidad poblacional de 835,66 personas por km².

## Geografía
Hopedale se encuentra ubicado en las coordenadas 42°7′37″N 71°32′25″O / 42.12694, -71.54028. Según la Oficina del Censo de los Estados Unidos, Hopedale tiene una superficie total de 4.49 km², de la cual 4.48 km² corresponden a tierra firme y (0.23%) 0.01 km² es agua.

## Demografía
Según el censo de 2010, había 3.753 personas residiendo en Hopedale. La densidad de población era de 835,66 hab./km². De los 3.753 habitantes, Hopedale estaba compuesto por el 95.42% blancos, el 0.64% eran afroamericanos, el 0.11% eran amerindios, el 1.09% eran asiáticos, el 0% eran isleños del Pacífico, el 1.04% eran de otras razas y el 1.71% pertenecían a dos o más razas. Del total de la población el 2% eran hispanos o latinos de cualquier raza.